# 9605 A Coruña
A 9605 A Coruña (ideiglenes jelöléssel (9605) 1992 AP3) a Naprendszer kisbolygóövében található aszteroida. O. A. Naranjo fedezte fel 1992. január 11-én.